# USAir-Flug 1016
Auf dem USAir-Flug 1016 (Flugnummer: US1016) verunglückte am 2. Juli 1994 eine Douglas DC-9-31 auf einem Flug von Columbia (South Carolina) nach Charlotte (North Carolina), nachdem sie im Anflug auf den Charlotte Douglas International Airport in Scherwinde und eine Fallböe geraten war. Bei dem Unfall starben 37 Passagiere. Es gab 20 Überlebende, von denen 16 verletzt wurden.

## Flugzeug
Das verunglückte Flugzeug war eine Douglas DC-9-31 mit dem Luftfahrzeugkennzeichen N954VJ. Die Maschine wurde am Standort von McDonnell-Douglas in Long Beach gebaut und trug die Seriennummer 47.590. Es handelte sich um die 703. DC-9 aus laufender Produktion. Das zweistrahlige Schmalrumpfflugzeug war mit zwei Triebwerken vom Typ Pratt & Whitney JT8D-7B ausgestattet. Die Maschine wurde im August 1973 an Allegheny Airlines ausgeliefert, nach der Fusion des Unternehmens mit USAir wurde die Maschine im Oktober 1979 auf letzteres zugelassen. Die DC-9 hatte zum Zeitpunkt des Unfalls 53.917 Flugstunden bei 63.147 Starts und Landungen absolviert.

## Passagiere und Besatzung
Für den 35-minütigen Flug vom Columbia Metropolitan Airport zum Charlotte/Douglas International Airport hatten 52 Passagiere in der DC-9 Platz genommen. Als Besatzungsmitglieder waren der 38-jährige Kapitän Mike Greenlee, der 41-jährige Erste Offizier Phil Hayes sowie drei Flugbegleiter und Flugbegleiterinnen an Bord.

## Flugverlauf

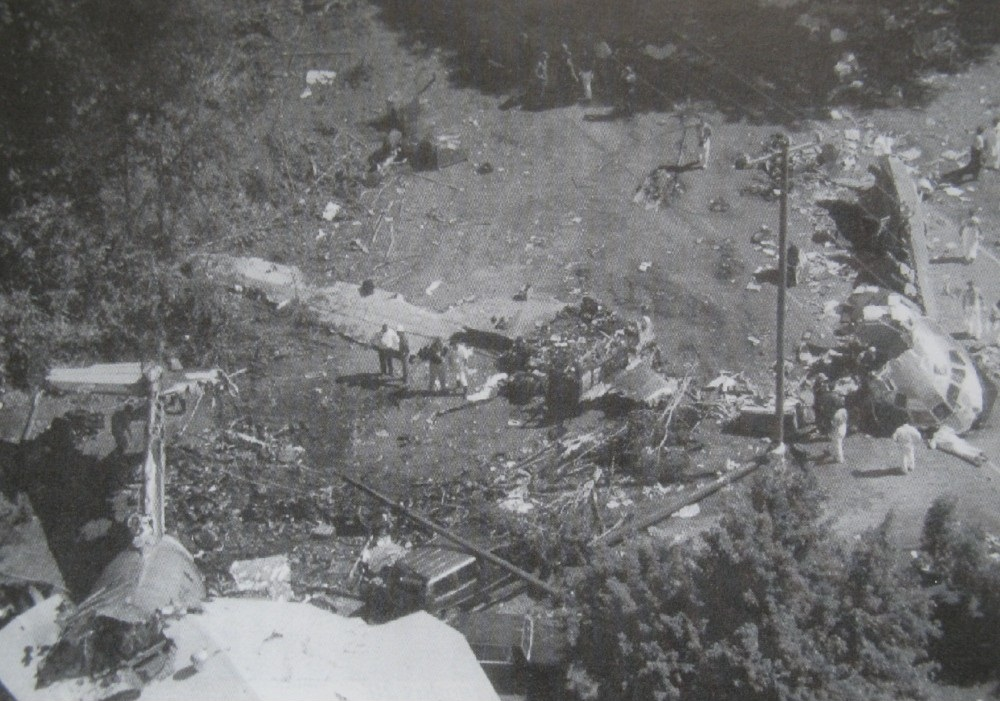
Trümmerfeld der abgestürzten DC-9-31

Der Flug startete um 18:15 Uhr und verlief bis zum Anflug auf Charlotte ohne besondere Vorkommnisse. Kurz vor der geplanten Landung bemerkten die Piloten, dass sich ein Gewitter über der Stadt zusammenzog. Um 18:36 Uhr erhielt die Besatzung die Freigabe für einen ILS-Anflug auf Bahn 18R.  Die Maschine, die beim Anflug vom Ersten Offizier gesteuert wurde, erreichte Charlotte bei Starkregen. Um 18:39 erteilte die Flugsicherung den Piloten die Landeerlaubnis.  Kapitän Greenlee erkundigte sich nach dem aktuellen Wetterbericht. Der Fluglotse entgegnete, dass der Kapitän einer Fokker 100, die gerade gelandet war, von leicht windigem Wetter berichtet habe. Nach dem Absturz hatten Überlebende des Unfalls ausgesagt, dass der Flug bis zu dem Zeitpunkt, als die Maschine im Landeanflug in einen schweren Sturm flog, normal verlaufen sei.

## Unfallhergang

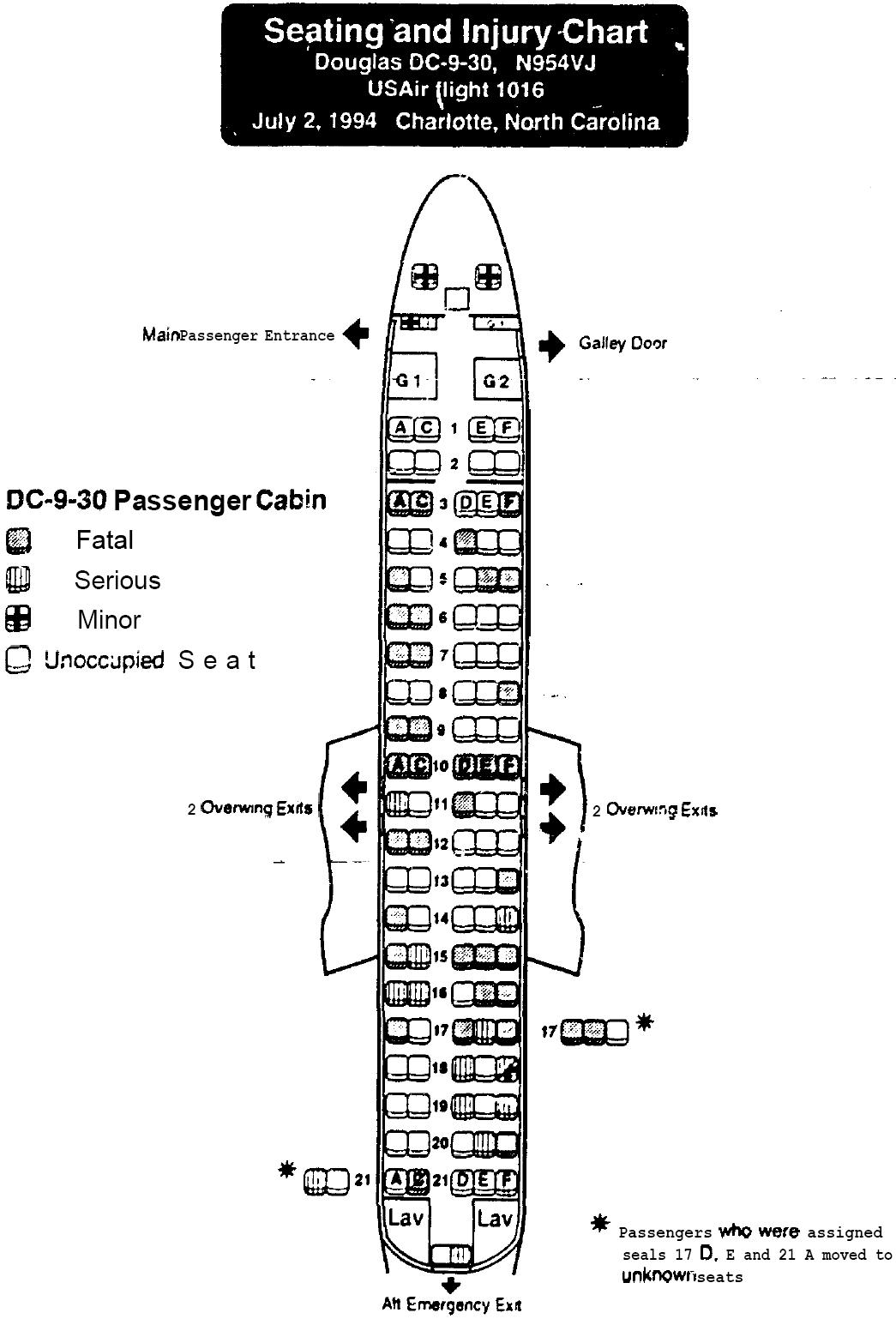
Karte des NTSB mit Sitzverteilung der Opfer innerhalb der Maschine

Um 18:40 Uhr warnte der diensthabende Fluglotse alle Maschinen in der Umgebung vor Scherwinden, nutzte dabei jedoch eine andere Funkfrequenz als jene, über die er mit den Piloten des Fluges 1016 kommunizierte.  Als der Kapitän eine Minute später im Landeanflug bemerkte, in welch misslicher Lage sich die DC-9 befand, versuchte er, die Landung abzubrechen und wies den Ersten Offizier an, eine Rechtskurve zu fliegen.  Er meldete einen Fehlanflug. Die Flugsicherung bestätigte diesen und wies die Besatzung an, auf 3000 Fuß (ca. 910 Meter) zu steigen.  Die Maschine gewann jedoch kaum an Höhe, drehte schließlich nach rechts ab und begann rapide zu sinken.  Die Piloten bemühten sich, die Maschine unter Kontrolle zu halten.
Um 18:42 Uhr schlug die DC-9 auf einem Feld innerhalb des Flughafengeländes, in nur 800 Metern Entfernung von der Landebahn 18R, auf. Die Maschine durchbrach anschließend die Flughafenumzäunung, stieß mit mehreren Bäumen zusammen und zerbrach in vier Teile. Die Bugsektion mit dem Cockpit und dem Erste-Klasse-Abteil, in dem niemand gesessen hatte, schlitterte die Hauptverkehrsstraße neben dem Flughafen entlang, während das Heck über ein Privatgrundstück rutschte und in die Garage eines Wohnhauses stieß.

## Opfer
Bei dem Unfall starben 37 der 52 Passagiere an schweren Polytraumata, Verbrennungen oder Kohlenmonoxidvergiftungen. Von den 15 überlebenden Passagieren erlitten 14 schwere und eine Person leichte Verletzungen. Alle 5 Besatzungsmitglieder überlebten den Unfall. Beide Piloten und eine Flugbegleiterin wurden nur leicht verletzt, ihre beiden Kolleginnen schwer. Am Boden gab es keine Verletzten.

## Unfalluntersuchung
Das NTSB entsandte sofort Ermittler, die an der Absturzstelle den Flugdatenschreiber und Cockpit Voice Recorder sicherten. Nach einer längeren Untersuchung stellte die Behörde fest, dass das Gewitter eine Fallböe hervorgerufen hätte, die sich zum Zeitpunkt des Absturzes über dem Flughafen befunden habe. Es habe sich um eine der größten Fallböen gehandelt, die je gemessen wurden. Der Erste Offizier habe gekämpft, um die Maschine bei dem Flug durch die Fallböe in der Luft zu halten, als ihm der Kapitän, wohl aufgrund räumlicher Desorientierung zurief, er solle die Maschine runterdrücken, was dieser auch tat. Dieses Manöver führte jedoch zum Absturz, da ein Durchfliegen des Gewitters ein kontinuierliches Hochziehen erfordert hätte.
Ein Ingenieur von Honeywell äußerte im Zuge der Ermittlungen, dass die Besatzung normalerweise acht bis neun Sekunden vor dem Aufschlag durch eine aufleuchtende Kontrolllampe und ein akustisches Warnsignal vor Scherwinden hätte gewarnt werden müssen. Es stellte sich heraus, dass die Sensoren des Erkennungssystems durch die Verstellung der Auftriebshilfen von 40 auf 15 Grad mit Daten gespeist wurden, welche die Software daran hinderten, den Scherwind zu registrieren.
Das NTSB vermerkte schließlich, dass folgende Faktoren zu dem Unfall beigetragen hätten:
- Die Besatzung hätte den Anflug auf ein Gebiet fortgesetzt, in dem es mit hoher Wahrscheinlichkeit zu Fallwinden kommen könnte
- Wegen der Störung in der Software hatte die Besatzung den Scherwind nicht rechtzeitig erkannt
- Die Besatzung schaffte es nicht, die für ein Durchfliegen erforderliche Triebwerksleistung und den erforderlichen Steigwinkel aufrechtzuerhalten
- Die Flugsicherung hatte während des rapiden Wetterumschwungs nicht rechtzeitig die neuesten Wetterdaten an die Besatzung übermittelt.[3]

## Situation heute
Am 20. November 2008 wurde die Landebahn 18R, die die Unfallmaschine von Flug 1016 anflog, in 18C umbenannt, da im Zuge einer Erweiterung westlich des bestehenden Flughafens eine weitere Start- und Landebahn errichtet werden sollte. Durch die Erweiterung befindet sich die Absturzstelle von Flug 1016 mittlerweile auf dem Flughafengelände, und zwar mittig zwischen Landebahn 18C/36C und der "neuen" Landebahn 18R/36L.